# Độ dốc suy giảm sức mạnh
Độ dốc suy giảm sức mạnh, từ nguyên tiếng Anh là Loss of strength gradient (LSG) là một khái niệm quân sự được đưa ra bởi Kenneth E. Boulding trong tác phẩm xuất bản năm 1962 của ông, Xung đột và phòng thủ: Một lý thuyết chung (tiếng Anh: Conflict and Defense: A General Theory). Ông lập luận rằng độ lớn sức mạnh quân sự mà một quốc gia có được sẽ giúp quốc gia đó triển khai đến bất kỳ nơi nào trên thế giới, và độ lớn này phụ thuộc vào khoảng cách địa lý. Khái niệm Độ dốc suy giảm sức mạnh đã chứng minh trên đồ họa rằng: mục tiêu tấn công càng xa, sức mạnh triển khai đến đó sẽ yếu dần. Nó cũng cho thấy có thể cải thiện sự giảm dần sức mạnh này như thế nào nhờ vào các vị trí bàn đạp quân sự.
Boulding cũng lập luận rằng Độ dốc suy giảm sức mạnh ngày càng trở nên ít ảnh hưởng trong chiến tranh hiện đại do năng lực vận chuyển dễ dàng hơn và sự gia tăng của sức mạnh không quân cũng như tên lửa chiến lược. Ông tuyên bố rằng một "cuộc cách mạng quân sự" trong thế kỷ 20 đã cho phép "giảm thiểu đáng kể chi phí vận chuyển tác chiến, đặc biệt là các lực lượng vũ trang có tổ chức", cũng như "sự gia tăng lớn trong tầm tấn công của tên lửa sát thương."
Mặt khác, các học giả khác cho rằng Độ dốc suy giảm sức mạnh tiếp tục có ảnh hưởng, và nếu có sự giảm bớt ý nghĩa của khái niệm thì đó chỉ là tạm thời, vì giao thông không trở nên dễ dàng vĩnh viễn và sức mạnh không quân không vĩnh viễn thay thế sự cần thiết cho lực lượng mặt đất được triển khai nơi tiền tuyến.